# 小齒吉拉德食蚊魚
小齒吉拉德食蚊魚（学名：Girardinus denticulatus）為輻鰭魚綱鯉齒目鯉齒亞目花鳉科的其中一種，分布於中美洲古巴的淡水流域，體長可達5公分，棲息在水質清澈、流動緩慢的湖泊、溪流、水塘，屬雜食性，以藻類、矽藻、昆蟲幼蟲等為食。
其种加词“Denticulatus”意为“具细齿的”。